# Asura discoidalis
Asura discoidalis là một loài bướm đêm thuộc phân họ Arctiinae, họ Erebidae.